# لانس هووبر
لانس هووبر (بالإنجليزية: Lance Hooper)‏ هو سائق سباق أمريكي، ولد في 1 يونيو 1967 في بالمديل في الولايات المتحدة.

## وصلات خارجية
- الموقع الرسمي
- لانس هووبر على موقع Racing-Reference.info (الإنجليزية)